# 小辻庵
小辻 庵（こつじ いおり、2005年〈平成17年〉5月28日 - ）は、日本のアイドル、俳優。男性グループカラフルダイヤモンドのメンバー。
福岡県出身。フォーチュンエンターテイメント所属。

## 出演

### ラジオ
- FM AICHI 「MEETS MY AICHI EXTRA」
- FM GIFU 「お祭り気分で Bang! Bang! Radio」

### 舞台
- 舞台『あの日見た花の名前を僕達はまだ知らない。』 - 本間聡志 役
- 『ミュージカル・テニスの王子様4thシーズン』（2021年5月 - ） - 向日岳人 役
  - 青学vs氷帝（2023年1月7日 - 3月5日、TACHIKAWA STAGE GARDEN 他）[2]
  - 青学vs六角（2023年7月15日 - 9月3日、TACHIKAWA STAGE GARDEN 他）[3]
  - Dream Live 2024～Memorial Match～（2024年5月25日 - 26日 神戸ワールド記念ホール、5月31日 - 6月2日 有明アリーナ）[4][5]
  - 青学vs氷帝（2025年7月6日 - 13日、Kanadevia Hall / 7月19日 - 27日、SkyシアターMBS / 8月1日 - 3日、土岐市文化プラザ サンホール / 8月15日 - 17日、 久留米シティプラザ ザ・グランドホール / 8月23日 - 31日、日本青年館ホール）[6]
- 『Dancing☆Starプリキュア』The Stage - 黒瀬舞人 / キュアブレイク 役
  - 『Dancing☆Starプリキュア』The Stage（2023年10月28日 - 11月5日、品川プリンスホテル ステラボール / 11月10日 - 12日、サンケイホールブリーゼ）[7][8][9]
  - 『Dancing☆Starプリキュア』The Stage2（2025年2月15日 - 23日、シアターH / 3月1日・2日、京都劇場）[10]
  - 『Dancing☆Starプリキュア』The Stage3（2025年12月5日 - 14日、天王洲 銀河劇場 / 12月19日 - 21日、COOL JAPAN PARK OSAKA TTホール）[11]
- 舞台『カラフルダイヤモンド～君と僕のドリーム～』（2024年7月12日 - 15日、赤坂RED/THEATER）[12]
  - 舞台『カラフルダイヤモンド～君と僕のドリーム～2』（2024年11月27日 - 12月1日、赤坂RED/THEATER）[13]
- 赤塚不二夫生誕90周年記念公演『赤塚不二夫スクラップブック』（2025年4月15日 - 20日、CBGKシブゲキ!!）[14]
- 舞台「９９」- 日替わりゲスト：滝沢 役（2025年5月12日 - 13日、 こくみん共済 coop ホール／スペース・ゼロ）

### ライブ
- ビレッジホール単独公演「Dreams come true　夢は叶えるもの」
- ZeppNagoya単独公演「はじまりの章～オレたちの時代だ！」